# 1507
Cette page concerne l'année 1507  du calendrier julien.
L'année 1507 est une année commune qui commence un vendredi.

## Événements
- Janvier : début de la campagne portugaise contre le Gujarat, en Inde (fin en 1509)[1].
- 9 février : le navigateur portugais Diego Fernandez Pereira aperçoit une île, vraisemblablement La Réunion, ne s'y arrête pas mais la baptise du nom du Saint du jour, Santa Apollonia[2].

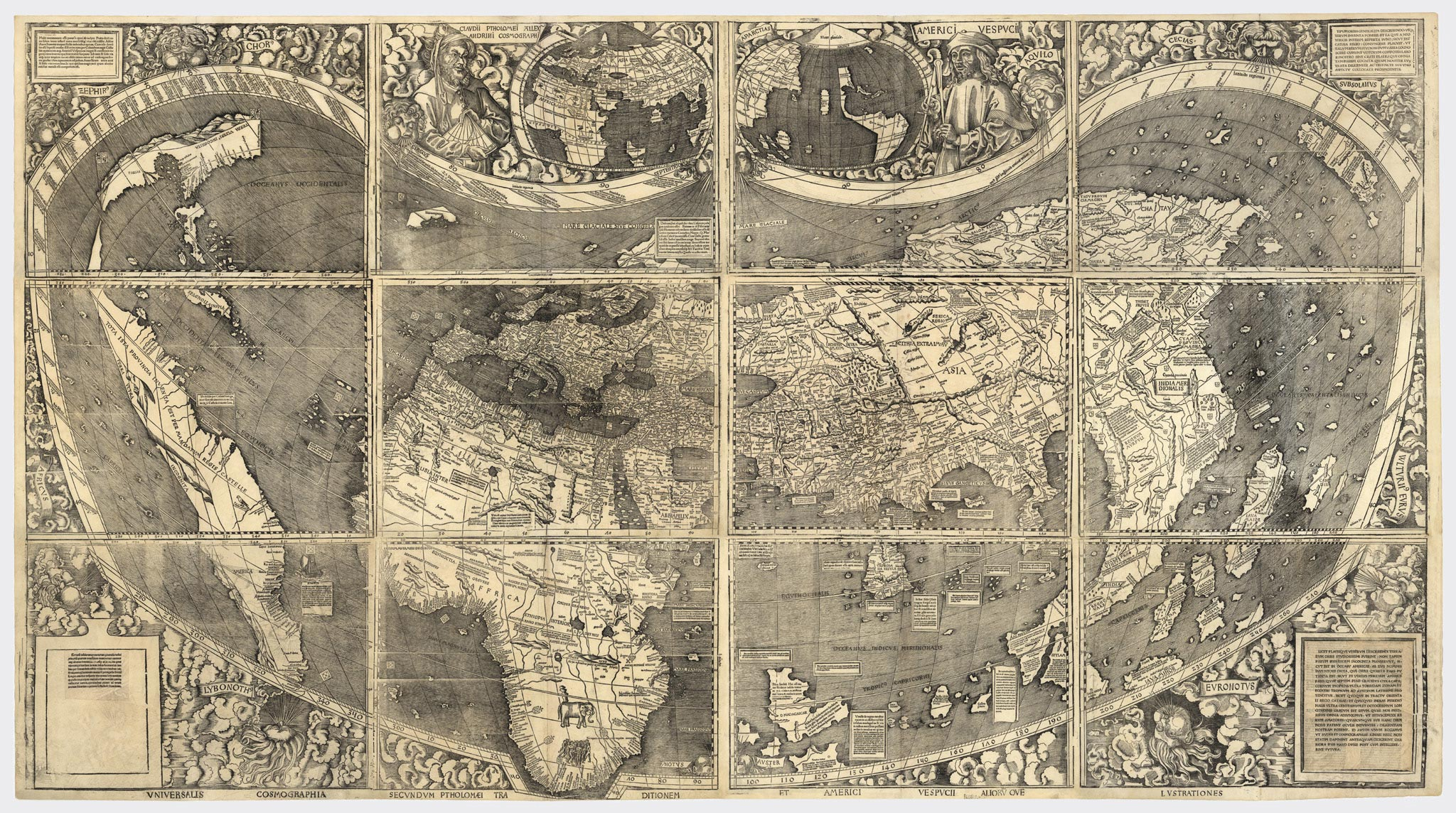
Carte du monde Universalis Cosmographia (1507, Martin Waldseemüller)

- 25 avril : avec le cartographe allemand Martin Waldseemuller (alias Ilacomylus) et le lettré alsacien Mathias Ringmann (tous deux œuvrant au sein du Gymnasium vosgien de Saint-Dié, notamment à travers la publication à Saint-Dié-des-Vosges d'un petit ouvrage en latin dénommé "Cosmographiae Introductio", accompagné de deux cartes aussi imprimées), le Nouveau Monde prend le nom d'America (Amérique), dérivé du prénom d'Amerigo Vespucci. Ce dernier avait le premier publié des lettres dans lesquelles il affirme que les terres nouvellement découvertes jusqu'au 40e parallèle sud sont une quatrième partie du monde, à la différence de Christophe Colomb qui pensait qu'il avait atteint, par les Caraïbes, l'Asie, qu'il nommait les Indes).
- Avril : les Portugais s’emparent de l'archipel de Socotra[3].
- 27 mai : Muhammad Chaybani prend Hérat et le Khorassan[4]. Les Chaybanides reversent le dernier des Timourides, Badi az-Zaman.
- 10 août : Tristan da Cunha quitte Socotra pour Cannanore. Albuquerque quitte Socotra pour Mascate dix jours plus tard[5].
- 24 septembre : Afonso de Albuquerque prend Ormuz[6] (1507/1515-1622).

- Bâbur prend brièvement Kandahar[7].
- Afrique : début du règne de Alphonso Ier, manicongo des peuples Kongo (fin en 1543). À la mort de son père le manicongo Nzinga Nkouvou, Nzinga Mbemba monte sur le trône après avoir vaincu et tué son frère Mpanzou qui était retourné à l’animisme. Fervent chrétien, il prend comme nom de baptême Alphonso Ier et calque l'étiquette de sa cour de celle de Lisbonne. Il parle et écrit couramment portugais et envoie à Rome en 1513 un de ses fils, Henri, qui sera consacré évêque d’Utique en 1518[8]. Les Portugais de Sao Tomé trafiquent l’ivoire, le cuivre et les esclaves avec les Kongo, suscitant des guerres intestines pour se procurer des prisonniers.
- Les Portugais de Duarte de Mello construisent un fort sur l'île de Mozambique[9].

### Europe
- 1er mars : au Portugal, un édit royal accorde aux nouveaux chrétiens le droit de quitter le pays comme le reste de la population et confirme leur immunité et leur situation spéciale. L’édit est renouvelé pour vingt ans le 21 avril 1512, interdisant toute poursuite des convertis pour hérésie[10]. Les nouveaux chrétiens portugais émigrent vers la Sicile, la Sardaigne et Naples. Les plus nombreux rejoignent les communautés juives de l’Empire ottoman, notamment à Safed, en Palestine, Salonique et Constantinople.
- 10 mars : Révolte de Gênes contre les Français[11].
- 3 avril : 
  - Louis XII passe en Italie[12].
  - Martin Luther est ordonné prêtre[13].
- 10-27 avril : dogat de Paolo da Novi à Gênes et restauration de la République[14].
- 22 avril : les États généraux réunis à Louvain reconnaissent officiellement Maximilien comme tuteur de Charles de Gand et Marguerite d'Autriche comme régente des Pays-Bas[15] (fin de la régence en 1530). Marguerite réside à Louvain.

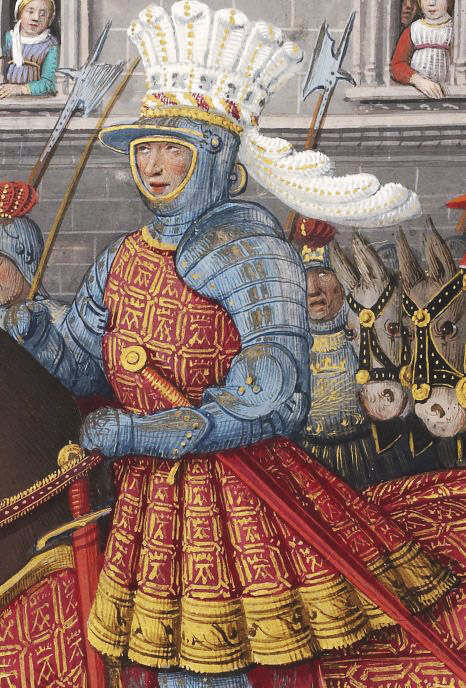
29 avril : entrée de Louis XII à Gênes, enluminure de Jean Bourdichon, vers 1508

- 26-27 avril : reprise de Gênes[14]. Une armée de quinze mille hommes, dont Bayard, intervient et châtie la ville.
- 29 avril : Louis XII fait une entrée solennelle dans Gênes[14].
- 4 juin : couronnement (symbolique) de Louis Jagellon (1506-1526), roi de Hongrie, du vivant de son père Vladislas IV de Bohême[16].
- 5 juin : le cardinal Francisco Jiménez de Cisneros est nommé grand inquisiteur de Castille[17]. Il marque une réaction par rapport aux excès de ses prédécesseurs, Diego de Deza et Diego Rodriguez Lucero. Sous son autorité, 2 500 personnes périront cependant sur le bûcher.
- 28 juin-2 juillet : entrevue de Savone entre Louis XII de France et Ferdinand II d'Aragon[18].
- Juin : Maximilien d'Autriche obtient des troupes de la Diète de Constance pour aller se faire couronner empereur à Rome. Il parvient à Bolzano le 15 janvier 1508 avec seulement 4000 hommes. Bloqué par Venise en Italie du Nord, et devant la réticence du pape Jules II à le couronner, il prend en février 1508 à Trente le titre d’empereur de sa propre autorité et modifie sa titulature[19] : « Nous, Maximilien, par la grâce de Dieu, empereur romain ».
- Juillet : la régence de Castille est assurée par Ferdinand II d'Aragon qui doit restituer le pouvoir à Jeanne la Folle si elle recouvrait la raison (fin en 1516)[20].

- Le vice-roi Christian réprime assez brutalement une amorce de révolte en Norvège[21].
- Gelées d’oliviers en Provence[22].

## Naissances en 1507
- 14 janvier : Catherine de Castille, reine du Portugal († 12 février 1578).
- 28 janvier : Ferdinand Ier de Guastalla, condottiere italien membre de la famille noble des Gonzague, dont il fonda la branche comtale de Guastalla († 15 novembre 1557).

- 11 février : Philippe II de Moscou, martyr métropolite de Moscou, primat de l'Église orthodoxe russe († 12 décembre 1569).
- 21 février : Jacques Stuart, fils aîné de Jacques IV et de son épouse la reine consort Marguerite Tudor († 27 février 1508).
- 22 février : Kujō Tanemichi, noble de cour japonais (kugyō) et érudit de l'époque de Muromachi († 24 février 1594).

- 7 mars : Claude de Savoie, gouverneur et grand Sénéchal de Provence († 23 avril 1569).
- 29 mars : Henri II de Münsterberg-Œls, duc de Münsterberg et  Oels († 2 août 1548).

- 6 juin : Annibal Caro : poète et traducteur italien de la Renaissance († 17 novembre 1566).

- 2 août : Ferdinand Ier de Guastalla, condottiere italien membre de la famille noble des Gonzague († 15 novembre 1557).
- 10 août : Jacques Arcadelt, chanteur et un compositeur de l’école franco-flamande († 14 octobre 1568).
- 11 août : Jérome Nadal, prêtre jésuite espagnol de la première génération des compagnons de Saint Ignace de Loyola († 3 avril 1580).

- 16 septembre : Ming Jiajing, onzième empereur de la dynastie Ming († 23 janvier 1567).
- 27 septembre : Guillaume Rondelet, médecin et un naturaliste français († 30 juillet 1566).

- 1er octobre :
  - Jean Sturm, érudit et pédagogue protestant († 3 mars 1589).
  - Jacopo Barozzi da Vignola, architecte et un théoricien italien de l'architecture de la Renaissance († 7 juillet 1573).
- 5 octobre : Durante Duranti, cardinal italien († 24 décembre 1557).
- 19 octobre : Viglius Van Aytta, jurisconsulte hollandais († 24 décembre 1557).
- 29 octobre : Ferdinand Alvare de Tolède, troisième duc d'Albe, Grand d'Espagne, duc de Huéscar, vice-roi de Naples, gouverneur des Pays-Bas († 11 décembre 1582).

- 23 novembre : Friedrich von Wirsberg, prince-évêque de Wurtzbourg († 10 novembre 1573).

- 18 décembre : Ōuchi Yoshitaka, daimyo de la province de Suō († 30 septembre 1551).

- Date précise inconnue :
  - Johann III. von Blankenfeld, commerçant, ingénieur et bourgmestre de la ville de Berlin († 9 octobre 1579).
  - Anne Boleyn[23], reine d'Angleterre († 19 mai 1536).
  - Guillaume Duprat, religieux catholique français († 22 octobre 1560).
  - Esschius, ecclésiastique et érudit néerlandais († 19 juin 1578).
  - Konrad Hubert, théologien réformateur et poète allemand († 13 avril 1577).
  - Mikyö Dorje, 8e Karmapa († 1554).
  - Claude de Montmorency-Fosseux, aristocrate français, baron de Fosseux († 1546).
  - Bernardo Navagero, diplomate et cardinal vénitien († 13 avril 1565).
  - Bartolomeo Panciantichi, banquier italien († 1582).
  - Jean de Rieux, prélat breton († 24 décembre 1563).
  - Jacopo Strada, peintre, architecte, orfèvre, inventeur de machines, numismate, linguiste, collectionneur et marchand d'art italien († 1588).
  - Inés de Suárez, femme d'action espagnole  qui a participé à la conquête du Chili et à la fondation de Santiago († 1580).
  - Juan de Vega, 6e seigneur du Grajal, diplomate au service de Charles Quint et ambassadeur d'Espagne à Rome († 20 décembre 1558).
  - Alonso de Veracruz, figure importante de la philosophie au Mexique († 1584).
  - Thomas Young, ecclésiastique anglican († 26 juin 1568).
  - Gaspar de Zúñiga y Avellaneda, cardinal espagnol († 2 janvier 1571).

- Entre 1507 et 1530 :
- Valentin Bakfark, luthiste et compositeur hongrois († 15 août 1576).

- Vers 1507 :
- Francesco Spinacino, compositeur et luthiste italien  († ?).

## Décès en 1507
- 23 février : Gentile Bellini, peintre italien, à Venise[24].
- 12 mars : César Borgia, 31 ans, prince italien de la Renaissance, général et homme d'État italien, fils du pape Alexandre VI. (° 13 septembre 1475).
- 2 avril : François de Paule, ermite calabrais, initiateur de la règle des Minimes (° 1416).

- Date précise inconnue :
  - Richard Davy, compositeur, organiste et chef de chœur anglais (° vers 1465).
  - Domenico da Tolmezzo, sculpteur sur bois et peintre italien (° 1448).